# Thomas de Maizière
Karl Ernst Thomas de Maizière (Bonn, 21 januari 1954) is een Duits politicus. Hij is lid van de CDU, de christendemocratische partij in Duitsland. Van december 2013 tot maart 2018 was hij minister van Binnenlandse Zaken in het derde kabinet van Angela Merkel. De Maizière bekleedde eerder al ministersposten in het eerste en het tweede kabinet van Merkel.

## Biografie
De Maizière studeerde rechten en geschiedenis aan de Westfaalse Wilhelms-Universiteit in Münster. In 1986 verwierf hij de titel doctor in de rechten. Na zijn studie werkte de Maizière voor de burgemeester van Berlijn: voor Richard von Weizsäcker en voor Eberhard Diepgen. Na de val van de Muur was hij lid van het West-Duitse comité bij de onderhandelingen over de Duitse hereniging. De Maizière was na de hereniging verantwoordelijk voor het opnieuw vestigen van democratische instituten in de voormalige bondsstaten van de DDR. Tussen november 1990 en december 1994 was hij staatssecretaris van Cultuur voor de deelstaat Mecklenburg-Voor-Pommeren. Vervolgens was de Maizière tussen december 1994 en 1998 hoofd van de staatskanselarij van Mecklenburg-Voorpommeren. 
Tussen 1999 en 2005 was de Maizière werkzaam op de bondskanselarij van de deelstaat Saksen. In eerste instantie als hoofd van de staatskanselarij (1999-2001), later als minister van Financiën (2001-2002), minister van Justitie (2002-2004) en minister van Binnenlandse Zaken (2004-2005). In 2005 maakte hij de overstap naar de landelijke politiek. In het eerste kabinet van Angela Merkel (2005-2009) was de Maizière minister belast met speciale zaken. In het tweede kabinet (2009-2013) was hij minister van Binnenlandse Zaken (2009-2011) en minister van Justitie (2011-2013). Van december 2013 tot 14 maart 2018 was de Maizière opnieuw minister van Binnenlandse Zaken in het derde kabinet van Merkel. In het kabinet-Merkel IV was hij niet meer opgenomen.

## Achtergrond
De Maizière is een afstammeling van de Franse nobele familie Maizières-lès-Metz. Maizières-lès-Metz is een plaats in het noorden van Frankrijk aan de Moezel. De familie ontvluchtten Frankrijk eind 17e eeuw als hugenoten en vestigden zich in het koninkrijk Pruisen. Hij is een neef van politicus Lothar de Maizière, de laatste minister-president van de DDR.
- Bibsys: 90370966
- CiNii: DA06249646
- Gemeinsame Normdatei: 112223419
- International Standard Name Identifier: 0000 0000 8179 528X
- Library of Congress Control Number: n86092348
- Nationale Bibliotheek van Tsjechië: jo20181012018
- Nationale Bibliotheek van Polen: a0000003117528
- Nederlandse Thesaurus van Auteursnamen: 081089600
- Réseau des bibliothèques de Suisse occidentale: 02-A021991046
- Système universitaire de documentation: 153479698
- Virtual International Authority File: 112329338
- WorldCat: E39PBJyRvfpC4wkMxHG8KFdhHC